# Lophops intermedia
Lophops intermedia är en insektsart som beskrevs av Schmidt 1926. Lophops intermedia ingår i släktet Lophops och familjen Lophopidae. Inga underarter finns listade i Catalogue of Life.